# Fiesco
Fiesco a jeho janovské spiknutí, zkráceně Fiesco
(1783, Die Verschwörung des Fiesco zu Genua) je druhá divadelní hra německého dramatika Friedricha Schillera. Hra má pět jednání a námětové vychází z historického spiknutí Giovanniho Luigiho Fieschicho proti Andreovi Doriovi v Janově v roce 1547. Sám autor hru označil jako republikánskou tragédii, protože titulní hrdina se postupně z bojovníka za republikánskou svobodu Janova změnil v uchvatitele moci.

## Český názvy hry
Hra se běžně nazývá zkráceně Fiesco a většina českých vydání proto používá pro hru název Fiesco a jeho janovské spiknutí. Ten však nevyjadřuje zcela originální název hry znějící doslovně Fiescovo spiknutí v Janově a hra proto také česky vyšla nebo byla inscenována i pod jinými názvy (například Spiknutí Fieska v Janově nebo Fiescovo janovské spiknutí), které jsou však podle některých názorů pro divadelní hru poněkud těžkopádné.

## Vznik hry

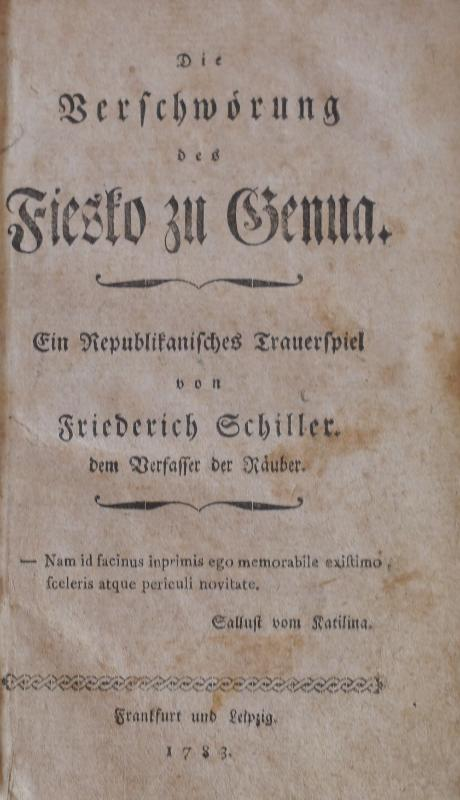
Vydání hry z roku 1783 ve Frankfurtu a v Lipsku

Schillerův plán na vytvoření této hry vznikl již roku 1781 brzy poté, co vydal své Loupežníky. Souběžně však pracoval i na své další hře Úklady a láska, takže Fiesco byl dokončen až koncem roku 1782 a poprvé byl vydán tiskem na počátku roku 1783 v Mannheimu. Námět pro svou republikánskou tragédii našel Schiller především u Jeana-Jacquesa Rousseaua v jeho německy vydané knize Denkwürdigkeiten von J. J. Rousseau (Pamětihodnosti J. J. Rousseaua) z roku 1779. Kromě toho použil i další německé, francouzské a italské historické prameny.
Tragédie neměla takový úspěch, jaký Schiller očekával, takže ji na popud ředitele mannheimského divadla přepracoval a změnil především její konec. Zatímco v první verzi je Fiesco představitelem důsledného a pevného republikánství Verrinou sražen do moře, kde se utopí, druhá verze končí smírně. Fiesco, varován Verrinou, se zřekne svých despotických choutek a zůstane naživu.
Uvedení druhé verze tragédie v Mannheimu 11. ledna 1784 bylo však opět neúspěšné a dokonce vznikla parodická fraška, vysmívající se dvěma rozdílným koncům hry. Proto se Schiller ke hře roku 1785 vrátil znovu a přepracoval ji potřetí. Tato verze, ve které Verrina před shromážděným janovským lidem probodne Fiesca dýkou jako zrádce, byla dlouho textově neznámá. O její existenci ale svědčila Schillerova korespondence, ve které Schiller dokonce píše, že tato varianta hry se běžně hraje v některých německých divadlech. Její rukopis byl nalezen až roku 1943 v archivu drážďanského divadla a od jeho nalezení se hra často uvádí v této verzi.

## Obsah hry

### Hlavní postavy
- Andreas Doria, janovský dóže, ctihodný starý muž, věk osmdesát let.
- Gianettino Doria, jeho synovec a následník, dvacet šest let, hrubý a urážlivý jazyk i způsoby.
- Fiesco, hrabě z Lavagne, hlava spiknutí, dvacet tři let, štíhlý a pohledný, dobře vychovaný, hrdý, majestátní, zdvořilý, obratný a lstivý.
- Verrina, oddaný republikán vážné povahy, bývalý voják, stáří 69 let, spiklenec.
- Bourgognino, spiklenec, dvacetiletý mladík vznešené povahy, hrdý a spontánní.
- Calcagno a Sacco, spiklenci.
- Lomellino, hrabě, Gianettinův důvěrník.
- Leonora, Fiescova manželka, krásná osmnáctiletá žena se sklonem k melancholii, hrdá, křehká a citlivá.
- Julia, hraběnka, Giannetinova sestra, dvacet pět let, krásná ale zkažená, považovaná za ženu lehčích mravů.
- Berta, Verrinova dcera, nevinná mladá dívka.
- Muiej Hasan, mouřenín (Maur) z Tunisu, podezřele vypadající postava vyznačující se zvláštní směsí darebáctví a rozmarů.

### Děj hry

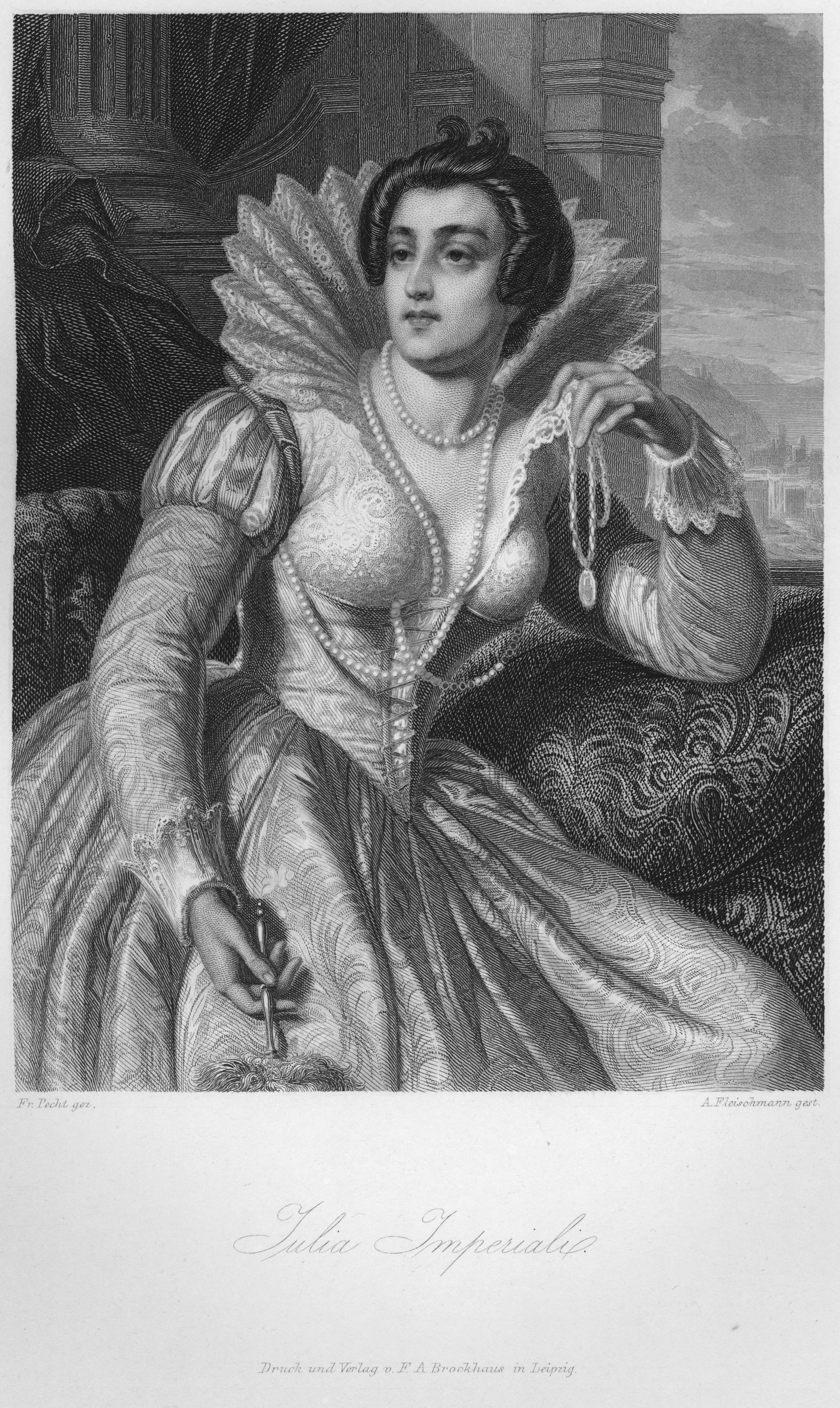
Julia

Děj hry začíná na slavnosti, kde se Fiesco dvoří Julii, kterou celý Janov zná jako ženu lehčích mravů. Julia je sestrou Gianettina Dorii, kterého si jeho strýc, janovský dóže Andreas Doria, vybral za svého nástupce. Toto dvoření těžce nese Fiescova žena Leonora, která v pláči odejde z hostiny. Julia se urazí a chce také odejít, ale Fiesco tvrdí, že jí miluje a na důkaz toho jí věnuje medailón s Leonořiným portrétem. Na slavnosti je přítomen také přední zastánce republiky Verrina se svými přáteli, Bourgogninen, Calcagnem a Saccou. Odsuzuji Fiesca za to, že se zpronevěřil svému republikánskému přesvědčení a že hovoří jen o pití vína a o ženách.
Gianettino se Fiesca obává a poručí tuniskému mouřenínovi (Maurovi) Muleji Hasanovi, aby jej za úplatu zavraždil. Hasan se o to pokusí, ale Fiesco jeho útok odrazí. Za to, že jej nepředá spravedlnosti, vstoupí Hasan do jeho služeb s tím, že mu bude donášet, co nového se děje ve městě.
Uplyne šestatřicet hodin a Hasan přináší Fiescovi informace o tom, že Janované Gianettina nenávidí a že své naděje spojuji s Fiescem. Také ale kritizují jeho románek s Julií. Ve městě dochází ke srocení davu. K Fiescovi přichází Verrina se svými přáteli a informují jej, že Gianettino potupil celou janovskou šlechtu. Na radnici při volbě prokurátora vytáhl meč a probodl Bourgogninův hlasovací lístek pro Verrinu, prohlásil jej za neplatný a prokurátorem vyhlásil svého oblíbence, hraběte Lomellina. Vyzývají Fiesca, aby se k nim přidal, ten to se smíchem odmítne a všichni znechuceně odcházejí. Za Fiescem přichází osm měšťanů a Fiesco jim obratně vnukne myšlenku, aby jej vyhlásili janovským vévodou. Snaží se nenávist proti Doriům rozdmýchat ještě více a poručí Hasanovi, aby jej naoko zranil a pak se přiznal, že měl Fiesca zavraždit na Gianettinův příkaz. Fiesco mu slíbí, že dostane od něho milost.
Verrina má dceru Bertu, která se líbí Gianettinovi. Berta ale miluje Bourgognina, proto jí nechá unést. Bertě se podaří uprchnout dříve, než ji zneuctil. Bourgognino si chce Bertu vzít za ženu, protože jí Gianettino fyzicky neublížil, ale pokořený, rozrušený a zneuctěný Verrina nechá uvěznit Bertu v podzemí svého paláce. Z tohoto vězení jí může vysvobodit jen její nebo Gianettinova smrt. Bourgognino, Calcagno a Sacco společně s Verrinou přísahají, že Gianettina zabijí a tím Bertu osvobodí.

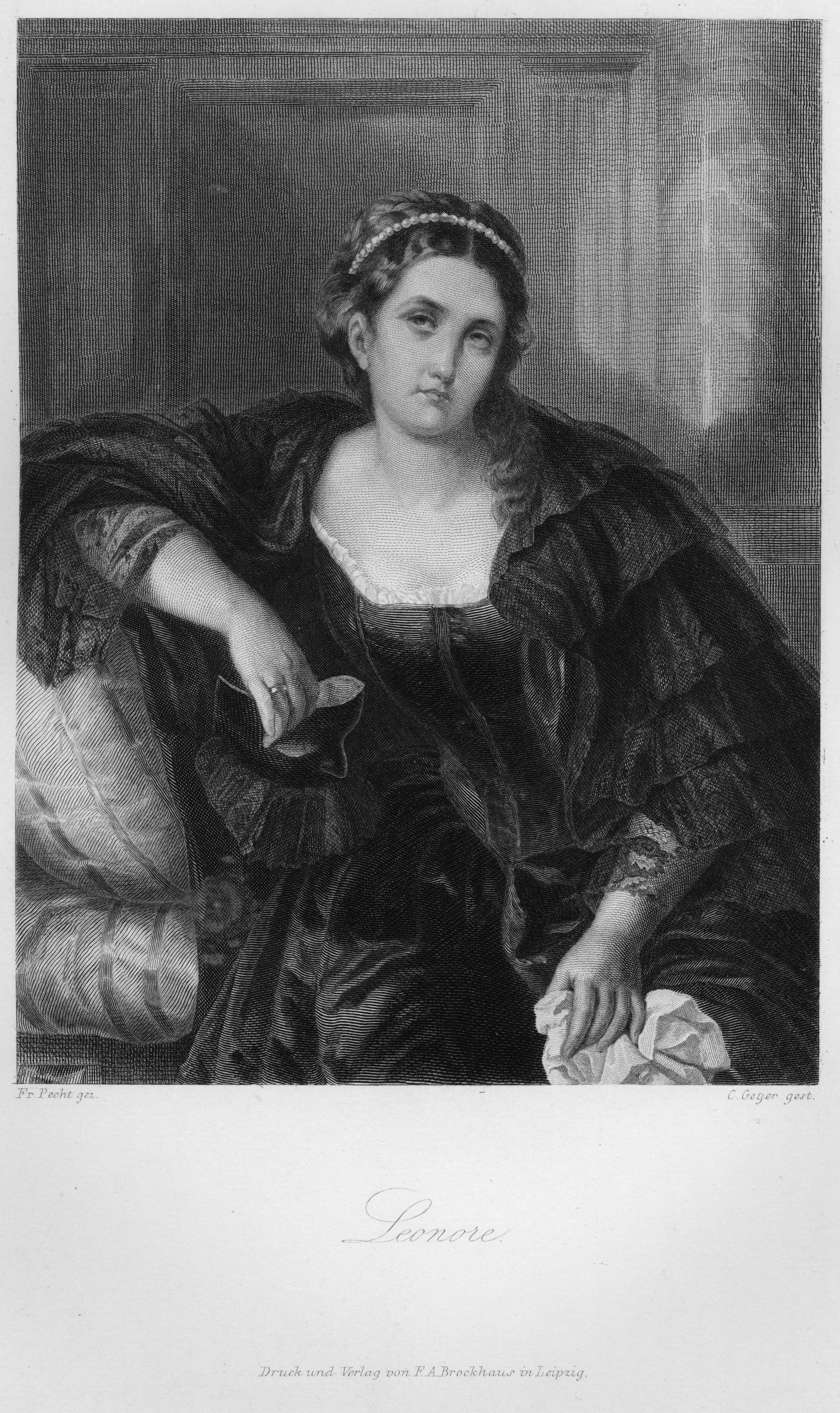
Leonora

Andreas Doria kárá svého synovce za jeho chování. Nazývá jej velezrádcem, obviní jej, že zničil jeho dílo, které stavěl po půl století, a říká mu, že jen díky příbuzenskému vztahu jej nenechá popravit. Po jeho odchodu se Gianettino dozví od vyděšeného Lomellina, že Janov je na pokraji vzpoury, a to zvláště potom, co se měšťané dozvěděli z výslechu Hasana, že mu Gianettino zaplatil, aby zavraždil Fiesca. Rozhodne se proto nechat během nastávající volby dóžete zavraždit deset senátorů, kteří mu stojí v cestě k vévodskému titulu (je mezi nimi Fiesco i Verrina se svými přáteli) a následně plánuje obsadit svými vojáky radnici. Jména senátorů napíše do dopisu svým přívržencům a napíše také dopis pro velitele jeho vojska, aby přijeli do města.
Fiesco informuje Verrinu a jeho přátele, že jeho chování byla přetvářka a že připravil v Janově převrat. Má k dispozici vojáky z Parmy, čtyři galéry s vojáky od papeže, které získal pod záminkou výpravy proti Turkům, a peníze z Francie, která má v Janově vlastní zájmy. Všichni jsou nadšeni kromě Verriny, který po odchodu od Fiesca říká Bourgogninovi, že po převratu bude muset Fiesca zabít, protože by byl pro Janov mnohem nebezpečnějším tyranem než Doriové.
Schiller tak ve své tragédii spřádá trojí spiknutí: Gianettino připravuje sesazení Andrey Doria a zničení všech zbývajících republikánů, spiklenci s Fiescem usilují o pád Doriů a Verrina v zájmu zachování republiky plánuje Fiesca zavraždit, pokud bude spiknutí úspěšné.
Fiesco je rozhodnut stát se janovským vévodou. Ráno jej navštíví Leonora a prosí jej, aby jí dovolil vrátit se k matce, protože v Janově je terčem posměchu kvůli Fiescově románku s Julií. Fiesco po ní žádá dva dny, než ho definitivně odsoudí. Objeví se Hasan, který přepadl posla, nesoucího dopisy Gianettinovým vojákům. Kromě toho Fiescovi řekne, že jej k sobě pozvala Julia a dala jed a zaplatila mu, aby otrávil Fiescovu ženu Leonoru. Fiesco svolá spiklence, dá jím přečíst Gianettinovy dopisy a všichni se dohodnou, že ještě v noci přepadnou a zabijí oba Dorie. Pak jde Fiesco navštívit Julii a zve jí na večerní představení skupiny florentských herců, na které svolá další janovské šlechtice.

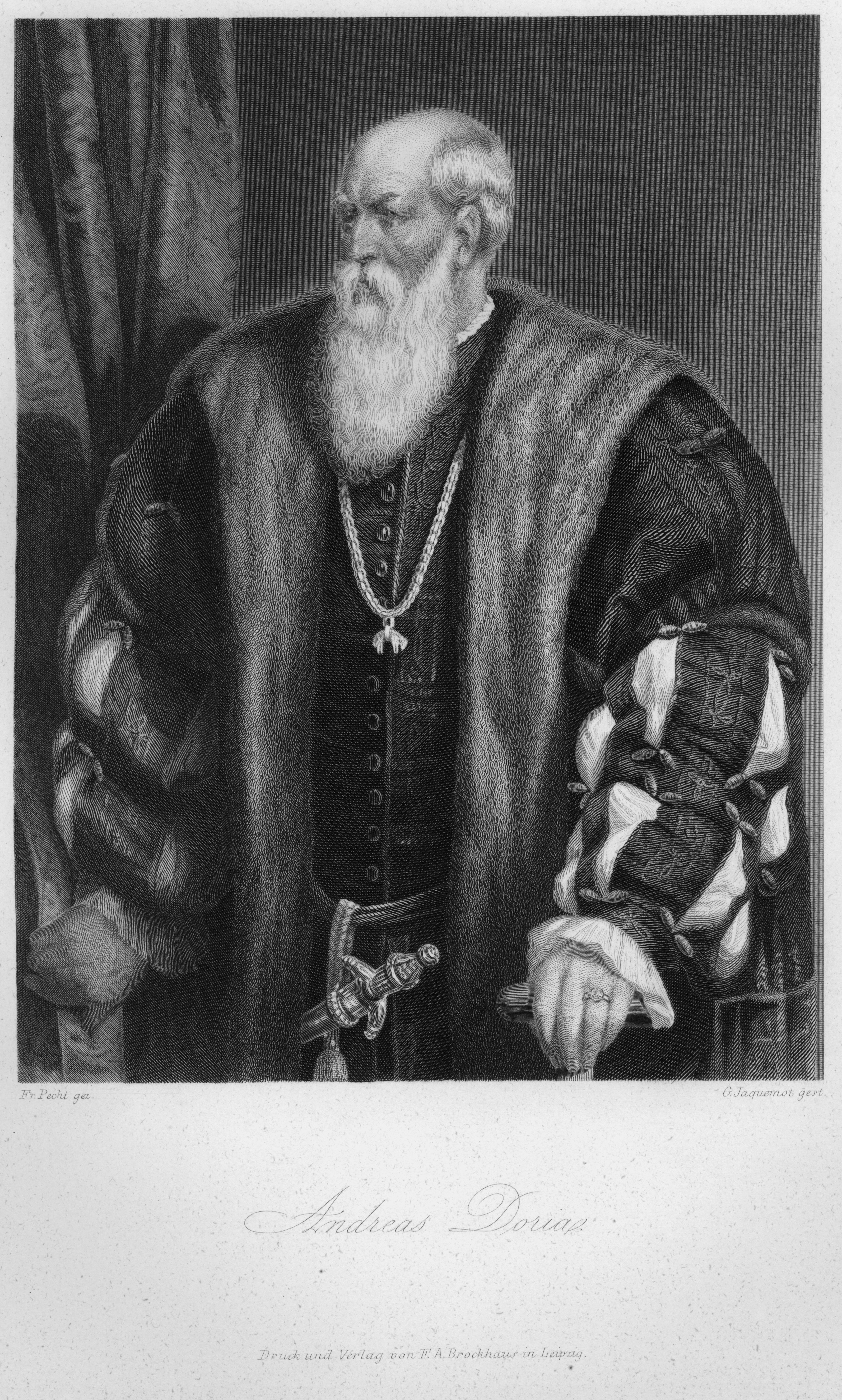
Adreas Doria

Večer přede všemi, kteří přišli na divadelní představení, vyhlásí Fiesco vzpouru proti Doriům, kterou opět podpoří Gianettinovými dopisy. Přiběhne vyděšený Calcagno s tím, že spiknutí je prozrazeno, protože Hasan Andreovi Doriovi vše prozradil. Objeví se tři členové Doriovy německé tělesné stráže se svázaným Hasanem a s dopisem pro Fiesca, ve kterém Andreas Doria píše, že byl sice varován před nějakým spiknutím, ale že bude stejně spát nestřežen, protože tomu nevěří. Fiesco je překvapen Andreovou velkomyslností a chce se jít ke všemu přiznat. Je mu v tom ostatními spiklenci bráněno tak dlouho, až změní svůj názor. Hasana opět propustí pro jeho zásluhy při vzniku spiknutí.
Přichází Julia rozpálená vášní k Fiescovi. Ten jí ale odmítne s tím, že jeho vztah k ní byl pouhý podvod sloužící k obelstění pozornosti Gianettina a jeho příznivců, aby jej považovali za pošetilce nedbajícího na svou čest. Přikáže pak Julii zavřít ve svém paláci do doby, než bude osud spiknutí rozhodnut. Leonoře, která Julii lituje a připadá jí jeho chování k Julii kruté, řekne, že jí miluje a prozradí jí, že až se zítra probudí, bude z ní vévodkyně. Leonora se toho děsí.
Fiesco se snaží Andreu Doriu varovat a marně jej vyzývá k útěku. Povstání propukne. Spiklenci dobydou bránu a Bourgognino zabije Gianettina. Andreovi pomůže jeho německá tělesná stráž uprchnout. Bourgognino spěchá za Bertou a oznamuje jí, že svobodná, protože tyran je mrtev. Verrina jim požehná, ale jejich nastávající svatby se nezúčastní s odůvodněním, že jej čeká další strašná povinnost. Radí Bourgogninovi, aby s Bertou odplul svou lodí do Marseille buď s ním, pokud se vrátí, nebo bez něho, a odchází směrem místu, kde lid provolává Fiesca vévodou.
Leonora, která se o Fiesca obává, vyjde do ulic. Najde mužský plášť, klobouk a meč, převlékne se a chce se přidat k bojovníkům. Neví, že si oblékla plášť mrtvého Gianettina. Sacco přivádí zajatého Hasana, který chtěl zapálit chrám svatého Lorenza. Fiesco jej za to nechá oběsit, protože nejde o zločin proti němu, ale proti Janovu. Calcagno sděluje Fiescovi, že viděl poblíž Gianettina živého. Když Fiesco objeví Leonoru v Gianettinových šatech, v domnění, že jde o Gianettina, jí probodne. Naříká nad její mrtvolou, ale Calcagno a Sacco mu říkají, že jeho slzy jsou sice oprávněné, ale pro janovského vévodu se nehodí.
Přichází Verrina, vyčítá Fiescovi, že zradil republiku i jejich přátelství, a prosí jej s pláčem na kolenou, aby na sebe nebral vévodský purpur. Když Fiesco jeho prosby odmítne, probodne jej dýkou a vydává se soudu janovského lidu s tím, že jemu je vlast a republika nade všechno.

## Adaptace

### Hudba
- Fiesque (1866, Fiesco), opera francouzského skladatele Édouarda Lala, libreto Charles Beauquier.[5]

### Film a televize
- Fiesco (1913), německý němý film, režie Carl Hoffmann a Phil Jutzi.
- La congiura dei Fieschi 1921, Fiescovo spiknutí), italský němý film, režie Ugo Falena.
- Die Verschwörung des Fiesco zu Genua (1961, Fiescovo janovské spiknutí), rakouský televizní film, režie Theodor Grädler.
- Die Verschwörung des Fiesco zu Genua (1964, Fiescovo janovské spiknutí), západoněmecký televizní film, režie Heinrich Koch.
- Die Verschwörung des Fiesco zu Genua (1975, Fiescovo janovské spiknutí), západoněmecký televizní film, režie Franz Peter Wirth.
- Заговор Фиеско в Генуе (1980, Spiknutí Fiesca v Janově), ruský sovětský televizní film, režie Feliks Gjamšin.
- Die Verschwörung des Fiesco zu Genua (1991, Fiescovo janovské spiknutí), německý televizní film, režie Leander Haußmann.[6]

## Česká vydání a inscenace (výběr)
- Spiknutí Fieska v Janově, Praha: Karel Bellmann 1860, přeložil Vincenc Vávra Haštalský.
- Fiescovo spiknutí v Janově, Praha: ČLDJ 1954, přeložil Miroslav Rutte.
- Fiescovo spiknutí v Janově, inscenace Krajského oblastního divadla v Olomouci, premiéra 23. června 1955, přeložil Miroslav Rutte, režie Radovan Kalina.[7]
- Fiesco a jeho janovské spiknutí, Praha: ČLDJ 1957, přeložil Valter Feldstein.
- Fiesco a jeho janovské spiknutí, inscenace Hihočeského divadla v Českých Budějovicích, premiéra 9. května 1958, přeložil Valter Feldstein, režie Alois Hajda.[8]
- Fiesco a jeho janovské spiknutí, in Loupežníci; Fiesco; Úklady a láska; Don Carlos, Praha: SNKLHU 1959, přeložili Valter Feldstein.
- Fiesco a jeho janovské spiknutí, Praha: Orbis 1962, přeložil Valter Feldstein.
- Fiescovo spiknutí v Janově, inscenace Městského oblastního divadla v Mladé Boleslavi, premiéra 6. ledna 1962,přeložili Valter Feldstein. režie Miloš Matiášek.[9]
- Fiesco a jeho janovské spiknutí, Praha: Dila 1971, přeložila Marie Kudílková.
- Fiesco a jeho janovské spiknutí, inscenace Severomoravského divadla v Šumperku, premiéra 13. května 1972, přeložila Marie Kudílková, režie Jiří Fréhar.[10]
- Fiesco. inscenace Státního divadla Oldřicha Stibora v Olomouci, premiéra 23. března 1986, přeložil Jaroslav Bílý, režie Jiří Vrba..[11]
- Fiesco a jeho janovské spiknutí, inscenace Divadla E. F. Buriana v Praze, premiéra 22. února 1989, přeložila Marie Kudílková, režie Petr Kracik.[12]
- Fiesco a jeho janovské spiknutí, inscenace Divadla Jiřího Myrona v Ostravě, premiéra 14. listopadu 1992, přeložil Valter Feldstein, režie Juraj Deák.[13]